# 錢鋼
錢鋼（1953年8月11日—），浙江省杭州人，中华人民共和国報告文學作家及記者。曾為香港大學新聞及傳媒研究中心中國傳媒研究計劃主任、上海大學和平與發展研究中心研究員。

## 生平
錢鋼於1969年入伍後，在上海警備區部隊任職文化幹事，亦曾擔任《解放軍報》記者。自1979年成為職業記者後，曾任中華全國新聞工作者協會理事。他曾參與創辦《中國減災報》、《三聯生活週刊》、中國中央電視臺《新聞調查》。1984年，進入解放軍藝術學院文學系。1986年畢業後，他任《解放軍報》記者，並成為中國作家協會會員。在1998年至2001年間，於《南方週末》任常務副主編。

## 創作
1981年至1984年間，錢鋼與江永紅合寫的《藍軍司令》、《奔湧的潮頭》，先後獲得第二屆和第三屆全國優秀報告文學獎。1986年錢鋼憑畢業論文《唐山大地震》再次獲取全國優秀報告文學獎（1986年刊於《解放軍文藝》雜誌，1986年4月解放軍文藝出版社出版），該書更成為1997年香港優秀暢銷書之一，因其序言《我和我的唐山》被選為香港中學會考中國語文課的範文(1993-2006)而廣為香港人認識。而《唐山大地震》更被翻譯成英文、日文、韓文、法文，是美國和香港若干大學的新聞寫作課教材。他還有其他作品包括《大清留美幼童記》（與胡勁草合撰）、《大清海軍與李鴻章》（原名《海葬》）、《二十世紀中國重災百錄》（與耿慶國合編）、《舊聞記者》、《中國傳媒與政治改革》、《中國傳媒風雲錄》（與陳婉瑩合編）等等。

## 家庭
妻子劲（1953年—2016年11月26日）是軍旅作家，均為同年出生的浙江人，以报告文学《厄运》反映抗美援朝後期戰俘經歷聞名。